# Dominic Rains
Dominic Rains (Perzisch: دومنیک رینس; geboren als Amin Nazemzadeh: امین ناظم زاده) (1 maart 1982, Teheran) is een in Iran geboren Amerikaans acteur. 

## Biografie
Rains werd geboren in Teheran, Iran, en verhuisde als jong kind met zijn familie naar het Verenigd Koninkrijk. Daarna emigreerde hij naar Amerika waar hij opgroeide in Dallas, en doorliep de high school aan de The Colony High School in The Colony. Rains is de jongere broer van acteur Ethan Rains. 
Rains begon in 2003 met acteren in de film Saving Jessica Lynch, waarna hij nog meerdere rollen speelde in films en televisieseries. Zo speelde hij in General Hospital (2007-2008), FlashForward (2009-2010), Captain America: The Winter Soldier (2014), Agents of S.H.I.E.L.D. (2017-2018) en Chicago Med (2019-heden).

## Filmografie

### Films
Uitgezonderd korte films.
- 2020 Modern Persuasion - als Sam Benson
- 2019 Draupadi Unleashed - als Amar
- 2019 Marjoun and the Flying Headscarf - als Sami
- 2018 A-X-L - als Andric
- 2017 The Mad Whale - als dr. Benjamin Calhoun
- 2017 The Institute - als mr. Baxter
- 2016 Funeral Day - als TJ
- 2016 Chee and T - als T
- 2016 Burn Country - als Osman
- 2016 The Loner - als Farid
- 2015 Camino - als Daniel
- 2015 How to Be a Gangster in America - als Michael
- 2014 Jinn - als Shawn Walker / Jehangir Amin / dubbelganger Jinn
- 2014 Captain America: The Winter Soldier - als CIA instructuer
- 2014 A Girl Walks Home Alone at Night - als Saeed de pooier
- 2010 Outbreak - als luitenant Khan
- 2010 Nature's Chaos - als luitenant Khan
- 2010 Mind of the Warrior - als Azziz
- 2010 The Taqwacores - als Jehangir Tabari
- 2009 Countering Extremism - als luitenant Khan
- 2008 Mask of the Ninja - als Danny
- 2007 Poet's War - als Hamad
- 2007 Sharpshooter - als Aiig
- 2007 Final Approach - als Abu Karlin
- 2006 Flight 93 - als Ziad Jarrah
- 2003 Saving Jessica Lynch - als Fedayeen officier

### Televisieseries
Uitgezonderd eenmalige gastrollen.
- 2019-.... Chicago Med - als dr. Crockett Marcel - 93+ afl.
- 2019-2024 Chicago Fire - als dr. Crockett Marcel - 4 afl.
- 2020 Tales from the Loop - als Lucas - 3 afl.
- 2017-2018 Agents of S.H.I.E.L.D. - als Kasius - 8 afl.
- 2016 Powers - als The Lance - 2 afl.
- 2009-2010 FlashForward - als Kahmir DeJean - 5 afl.
- 2007-2008 General Hospital - als dr. Leo Julian - 36 afl.
- 2007 Cane - als Tal - 3 afl.
- 2007 General Hospital: Night Shift - als dr. Leo Julian - 13 afl.
- 2006 Courting Alex - als Sammy - 2 afl.
- 2004-2005 LAX - als Cyrus - 5 afl.